# 山形県道381号村山大石田線
山形県道381号村山大石田線（やまがたけんどう381ごう むらやまおおいしだせん）は、山形県村山市から北村山郡大石田町に至る県道である。

## 概要
起点から重複区間の山形県道36号新庄次年子村山線を越えると大石田町に至るまで最上川の流れに沿って道が形成されている。

## 起点・終点
- 起点：村山市 山形県道25号寒河江村山線交点
- 終点：北村山郡大石田町 国道347号交点

## 通過する自治体
- 山形県
  - 村山市
  - 北村山郡大石田町

## 重複区間
- 山形県道36号新庄次年子村山線（村山市田沢 〜 本飯田間）

## 交差・接続している道路
- 山形県道25号寒河江村山線
- 山形県道36号新庄次年子村山線
- 国道347号